# СКАТ
ООО «ТРК СКаТ» — общество с ограниченной ответственностью «Телерадиокомпания СКаТ», самарский областной телеканал. Создан в 1990 году. Первая в России региональная независимая негосударственная телекомпания. Штаб-квартира в Самаре.
В 2011 году ОАО «ТНТ-Телесеть» выкупило 26 % акций ТРК «СКАТ» и стало его совладельцем.

## Структура компании
- Самара

Телевизионный передатчик 7 ТВК ТХ 5000/V. 7-ми метровый телевизионный канал, мощность — 2,5 кВт, работает на 8-этажную антенну Tesla 1VY.405.30 с коэффициентом усиления в 10,0 дБ.
- Тольятти

Телевизионный передатчик 2 ТВК TTV 1000 в г. Жигулевске 2 метровый телевизионный канал, мощность — 1,0 кВт, работает на 4-этажную антенну с коэффициентом усиления в 6,6 дБ.

## Технические возможности
- Вещательное оборудование

Телевизионный передатчик 7 ТВК ТХ 5000/V в г. Самаре
7-метровый телевизионный канал, мощность — 2,5 кВт, работает на 8-этажную антенну Tesla 1VY.405.30 с коэффициентом усиления в 10,0 дБ.
В зону уверенного приема входит Самара, Новокуйбышевск, Чапаевск и близлежащие населенные пункты Самарской области в радиусе до 60 км от места установки передатчика. Численность населения, проживающего на территории 76 населенных пунктов, покрываемой вещанием передатчика 7 ТВК составляет около 1 500 тыс. человек.
Телевизионный передатчик 2 ТВК TTV 1000 в г. Жигулёвске
2 метровый телевизионный канал, мощность — 1,0 кВт, работает на 4-этажную антенну с коэффициентом усиления в 6,6 дБ.
В зону уверенного приема входит Тольятти, Жигулёвск и близлежащие населенные пункты Самарской области в радиусе до 50 км от места установки передатчика. 85 населенных пунктов Самарской области покрыты зоной уверенного приема передатчиком 2 ТВК. Численность населения в границах зоны обслуживания передатчика 2 ТВК составляет 970 250 человек.
Аппаратно-студийный комплекс, созданный по европейским стандартам, профессиональное монтажно-съемочное оборудование цифрового формата (DVC PRO, DV CAM, DV) обеспечивают производство собственных программ телеканала СКАТ-ТНТ на высоком профессиональном уровне.

## Собственники и руководство
- Председатель совета директоров - Георгий Лиманский
- Генеральный директор - Александр Семëнов

## История
- 9 апреля 1990 года — Создание «Телерадиокомпании СКАТ»[3].
- Июнь 1990 года — Пробное (тестовое) вещание на 7 метровом канале в Самаре.
- Декабрь 1990 года — Производство и ретрансляция на 9-м метровом канале программы «Вместо утреннего кофе».
- Март 1991 года — «телерадиокомпания СКАТ» ведёт телевещание на 7-м метровом канале и на 9-м метровом.
- 19 августа 1991 года — Вопреки указанию ГКЧП о запрете телевещания «телекомпания СКАТ» на 7-м метровом канале в 22:00 дала объективную информацию о положении в стране.
- Январь 1992 года — Выход в эфир информационной программы «СТВ».
- 1997 год — Начало сотрудничества с «REN TV».
- 1998 год — Переход на цифровой формат вещания.
- 2001 год — Продление лицензии на телевизионное вещание на 5 лет.
- 14 февраля 2006 года — Переход на самопрограммирование.
- 11 мая 2006 года — Выход в эфир радиостанции «СКАТ».
- 1 июля 2006 года — Начало сотрудничества с «ТНТ» путём слияния телеканалов на территории Самарской области.
- 1 марта 2010 года — Радиостанция «СКАТ» стала называться радио «КОТ FM»[4].
- 1 апреля 2019 года — Начало сотрудничества с «ТНТ4».

## Программы производства «ТРК СКАТ»
- СТВ (Самарский телевизионный вестник)
- СТВ+
- Важное
- Дума
- Спорт
- Ваше утро
- Диалоги
- Ваше мнение
- Спорт

## Ведущие
- Павел Баймаков — СТВ.
- Екатерина Алексеева — СТВ.
- Илья Егоров — Дежурный по городу.
- Дмитрий Павлов — «Диалоги».
- Мария Литвишкова — «Ваше Утро»
- Наталья Савинова — «Вечер с Княжной»
- Денис Потапкин — «О спорте»
- Творческие коллективы Самара — «Время тинс»
- Юные актёры — «Как бы новости»